# 95016 Kimjeongho
95016 Kimjeongho è un asteroide della fascia principale. Scoperto nel 2002, presenta un'orbita caratterizzata da un semiasse maggiore pari a 2,7025402 UA e da un'eccentricità di 0,0931867, inclinata di 2,76203° rispetto all'eclittica.
L'asteroide è dedicato al geografo coreano Kim Jeongho.